# Diplonevra setigera
Diplonevra setigera är en tvåvingeart som först beskrevs av John Russell Malloch 1914. 
Diplonevra setigera ingår i släktet Diplonevra och familjen puckelflugor. Artens utbredningsområde är Costa Rica. Inga underarter finns listade i Catalogue of Life.